# Waleri Gawrilowitsch Draganow

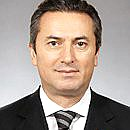
Waleri Gawrilowitsch Draganow

Waleri Gawrilowitsch Draganow (russisch Валерий Гаврилович Драганов; * 22. April 1951 in Stalino, heute Donezk, Ukrainische SSR, UdSSR) ist ein russischer Politiker, Geschäftsmann und Abgeordneter der russischen Staatsduma von 1999 bis 2011.

## Leben
Draganow schloss 1987 die Universität Tartu ab (Fachgebiet Rechtswissenschaften). 1987 wurde er zum Stellvertreter der Hauptverwaltung der Staatlichen Zollkontrolle beim Ministerrat der UdSSR. 
1991 stieg Draganow zum stellvertretenden Vorsitzenden des Zollkomitees der UdSSR auf.
1992 wurde er zum stellvertretenden Vorsitzenden des Komitees zum Schutz der wirtschaftlichen Interessen Russlands beim russischen Präsidenten ernannt. Anschließend hatte er bis 1998 die Position des stellvertretenden Vorsitzenden des Staatlichen Zollkomitees Russlands inne, bevor er im März 1998 die leitende Position beim Zollkomitee übernahm.
Bei den Dumawahlen 1999 wurde er zum Abgeordneten gewählt. Später wurde er zum Mitglied der Regierungspartei "Einiges Russland" und bei den darauffolgenden zwei Dumawahlen (2003 und 2007) wiedergewählt. 
Seit November 2008 ist Draganow Mitglied der Zentralen Kontroll- und Revisionskommission (ZKRK) der Partei "Einiges Russland".

## Sonstiges
Draganow ist Autor von über 30 wissenschaftlichen Arbeiten. Er war Präsident des A.S.Gribojedow-Instituts für Völkerrecht und Wirtschaft.